# Корнеев, Илья Ильич
Корнеев Илья Ильич (2 августа 1888 года, Санкт-Петербург — 20 сентября 1957 года, Москва) — Советский политический деятель. Народный комиссар социального обеспечения УССР (1921). Член Президиума ЦКК КП (б) Украины.

## Биография
Участник революционного движения в Петрограде и Таганроге. Член РСДРП, большевик с 1912 года.
Трудовую деятельность начал в 12 лет на Путиловском заводе. Летом 1917 года по указанию ЦК РСДРП(б) направлен в Таганрог, работал на Русско-Балтийском заводе и занимался революционной пропагандой.
Нарком социального обеспечения УССР, председатель ЦКК КП(б)У в 1920-х годах. В 1923—1924 годах — секретарь Таганрогского окружного комитета партии.
В последующем — ответственный работник авиационной промышленности.
Похоронен на Новодевичьем кладбище.
Решением №130 Исполкома Городского Совета Депутатов от 28 мая 1959 года его именем названа одна из улиц в Таганроге (бывшая "Третья кривая улица").

## Избранные труды
- Корнеев И. Социальное страхование или социальное обеспечение // Вестник социального обеспечения. — 1921. — № 1. — С. 4-5.